# Gregory Baum
Pour les articles homonymes, voir Baum.
Gregory Baum (né le 20 juin 1923 à Berlin (Allemagne) et mort le 18 octobre 2017 à Montréal (Canada)) est un théologien et professeur de théologie canadien. Il est prêtre catholique augustin de 1954 à 1974 et expert au Concile Vatican II. Il est un pionnier du dialogue œcuménique.

## Biographie
Né à Berlin d'une mère juive et d'un père protestant, Gregory Baum arrive au Canada en 1940. En provenance d'Angleterre, il arrive en bateau à Québec avec des compatriotes allemands, pour la plupart juifs, ils seront internés dans des camps de réfugiés , sous contrôle militaire. Après un périple de transferts entre Québec, Trois-Rivières, le Nouveau-Brunswick et Farnham, il sera finalement interné à Sherbrooke. N'ayant que 17 ans à cette époque, il considère tout de même cette période de vie comme une incroyable aventure. Parmi les réfugiés, des intellectuels s'empressent de mettre en place, à l'intérieur des camps, des systèmes d'éducation dont il profite ; et même si le Canada n'avait pas de loi pour les réfugiés à cette époque, une dame qui était allée les rencontrer dans ces camps, avait fait pression sur le gouvernement pour que quelques-uns puissent compléter leurs études à l'extérieur des camps avec l'aide de bourses qu'elle avait amassées.
Il entreprend des études en mathématiques, obtenant un baccalauréat de l'Université McMaster.
Il se convertit au catholicisme après avoir lu les Confessions de saint Augustin, alors étudiant à l’Université McMaster de Hamilton. Il décide de devenir prêtre. Il étudie la théologie, obtenant un doctorat sur l’évolution de la pensée des papes sur le dialogue œcuménique à l'université de Fribourg en 1956. Expert du concile Vatican II, il enseigne ensuite au collège Saint Michael de l'Université de Toronto.
À partir de 1962, il se préoccupe de l'œcuménisme en fondant la revue The Ecumenist. Il s'établit à Montréal en 1986. En 2006, il enseigne à la faculté des sciences religieuses de l'Université McGill.
Auteur de plusieurs ouvrages, il est membre du centre justice et foi. Il a également développé une théologie de l'homosexualité.
Il était un militant du parti de gauche Québec solidaire.

## Vie privée
Gregory Baum déclare publiquement son homosexualité en 1974. Il quitte le sacerdoce et en 1977, épouse Shirley Flynn, une ex-religieuse, « bien conscients de l’amitié qui nous liait et de la différence de nos orientations sexuelles ». En 1986, il tombe amoureux d'un ex-prêtre engagé dans la théologie de la libération.

## Controverses
Auteur d'un livre controversé sur la pensée de l'intellectuel musulman Tariq Ramadan Islam et modernité, La pensée de Tariq Ramadan.
Dans une critique dans le journal Le Devoir, Georges Leroux parle du livre de Gregory Baum comme d'un « essai généreux » alors que certains parlent plutôt d'un livre apologétique de Ramadan sans distance critique.
En 2011, Gregory Baum s'associe toujours avec Tariq Ramadan avec cette fois le thème de l'éducation interreligieuse mondiale à Montréal.
Gregory Baum est critiqué par le site pro-vie canadien-anglais Lifesitenews pour son opposition globale au magistère de l'Église catholique. Le site internet du Diocèse de Montréal affiche une de ces conférences. Ce qui ne semble pas indisposer le diocèse de Montréal[non neutre].

## Écrits
- That They May Be One, Newman Press, 1958.
- Progress and Perspective, 1962
- (nl) Kerk en eenheid, voortgang en vooruitzichten, 1964
- Is the New Testament anti-Semitic?: A re-examination of the New Testament, 1965
- The Future of Belief Debate (ed.), Herder & Herder, 1967
- The Credibility of the Church Today, Herder & Herder, 1968
- Faith and Doctrine; a Contemporary View, 1969
- Man Becoming, Herder & Herder, 1970
- The Jews, faith and ideology, 1973
- Religion and Alienation, Paulist Press, 1975
- Christian theology after Auschwitz, 1977
- Truth Beyond Relativity:Karl Mannheim's Sociology of Knowledge, The Marquette Lecture, Marquette University Press, 1977
- The Social Imperative, 1979
- Catholics and Canadian Socialism : Political Thought in the Thirties and Forties, 1980
- The Priority of Labour: Commentary on John Paul II’s `Laborem exercens,’ Paulist Press, 1982
- The Holocaust and Christian Theology, 1982
- New Religious Movements, 1983
- Ethics and Economics : Canada's Catholic Bishops on the Economic Crisis, 1984
- The Sexual Revolution, 1984
- Theology and Society, Paulist Press, 1986
- Thomas Berry and the New Cosmology, 1987
- Compassion and Solidarity: The Church for Others (The 1987 CBC Massey Lectures), Anansi Press, 1988
- Sport, 1989
- The Logic of Solidarity: Commentaries on Pope John Paul Ii's Encyclical on Social Concern, 1990
- Compassion and Solidarity : The Church for Others, 1990
- God and Capitalism: A Prophetic Critique of Market Economy, 1991
- The Church in Quebec, Novalis, 1992.
- Sheed and Ward, 1994
- Essays in Critical Theology, 1994
- Karl Polanyi on Ethics and Economics, McGill-Queen's University Press, 1996
- The Reconciliation of People: Challenge to the Churches, 1997
- The Twentieth Century: A Theological Overview, 1999
- Nationalism, Religion and Ethics, McGill-Queen's University Press, 2001
- The Reconciliation of Peoples: Challenge to the Churches, 2002
- Le Monothéisme : Un Dieu, trois religions, 2003
- Reclaiming Democracy: The Social Justice and the Political Economy of Gregory Baum and Kari Polanyi Levitt, éd. Marguerite Mendell, McGill-Queen's University Press, 2005
- Étonnante Église, 2006
- Signs of the Times: Religious Pluralism and Economic Injustice, Novalis, 2008
- The Theology of Tariq Ramadan: A Catholic Perspective, University of Notre Dame Press, 2009
- Islam et modernité: la pensée de Tariq Ramadan, 2010
- Truth and Relevance: Catholic Theology in French Quebec since the Quiet Revolution, McGill-Queen's University Press, 2014
- Truth and Relevance: Catholic Theology in French Quebec since the Quiet Revolution, 2014 ; traduction : Vérité et pertinence : un regard sur la théologie catholique au Québec depuis la Révolution tranquille, 2014
- Fernand Dumont: A Sociologist Turns to Theology, McGill-Queen's University Press, 2015
- The Oil Has Not Run Dry: The Story of My Theological Pathway, McGill-Queen's University Press, 2016

## Distinctions
- Docteur honoris causa du Huron University College
- Docteur honoris causa du Lafayette College
- Docteur honoris causa de l'université Saint-Francis-Xavier
- Docteur honoris causa de l'Université Wilfrid-Laurier de Waterloo
- Docteur honoris causa de l'université Wesleyenne de l'Ohio
- Docteur honoris causa de l'Université McMaster
- Docteur honoris causa de l'Université Concordia
- Officier de l'Ordre du Canada, 1990